# De Smurführer
De Smurführer is het tweede stripalbum in de reeks De Smurfen. Het verscheen voor het eerst in januari 1965 bij uitgeverij Dupuis. Naast het titelverhaal bevat het album ook het verhaal Smurfonie in ut.

## De Smurführer
Het titelverhaal draait om een heerszuchtige Smurf, die in de Nederlandstalige versie van het verhaal de "Smurführer" wordt genoemd.

### Verhaal
Grote Smurf vertrekt voor een reis om een ingrediënt te halen voor zijn magische brouwsels. Al snel krijgen de Smurfen, nu zonder leider, ruzie met elkaar. Ze besluiten daarop een nieuwe leider te kiezen voor zolang de Grote Smurf afwezig is.
Brilsmurf eist van de andere Smurfen dat ze op hem stemmen, omdat hij gelooft dat de Grote Smurf hem als vervanger zou aanstellen en hij zichzelf als de beste en 'smurfste' van alle Smurfen ziet. Zijn tegenkandidaat doet er alles aan om zich bij de overige Smurfen populair te maken − door vleierij, loze beloften en een redevoering waarin hij zichzelf en Smurfland prijst. Uiteindelijk met succes, want op de verkiezingsdag wordt deze tegenkandidaat door een overgrote meerderheid tot leider gekozen. Vanaf nu laat hij zich Smurführer noemen en hij draagt een gouden broek en muts.
De andere Smurfen nemen hun nieuwe leider daardoor aanvankelijk niet serieus. Dit verandert als hij wachters aanstelt, die worden geleid door Potige Smurf. Deze wachters dwingen met harde hand gehoorzaamheid af. De Smurführer dwingt de Smurfen vervolgens een paleis voor hem te bouwen waarin hij zijn intrek neemt. Ook laat hij Lolsmurf opsluiten vanwege grappen met de Smurführer en een wachter. De Smurfen protesteren tegen deze gang van zaken, maar de wacht slaat ieder protest neer. Hierop ontstaat een verzetsbeweging tegen de Smurführer. De verzetsstrijders proberen Lolsmurf te bevrijden. Hoewel dit lukt, krijgen de wachters Brilsmurf te pakken.
De verzetsstrijders vluchten het bos in, waar ze op een geheime plek een kamp bouwen. Een strafexpeditie van de Smurführer leidt er alleen maar toe dat een deel van zijn troepen overloopt. Uiteindelijk laat de Smurführer een houten muur om het dorp bouwen, zodat niemand meer kan ontsnappen. De opstandige Smurfen eisen dat de Smurführer aftreedt. Nadat deze weigert, belagen ze het dorp en er breekt een oorlog uit, die met wapens, meubilair en tomaten wordt uitgevochten. Eén van de opstandelingen blaast met chemicaliën uit het laboratorium van Grote Smurf het paleis van de Smurführer op. Uiteindelijk is de Smurführer met zijn lijfwacht omsingeld.
Net op het moment dat de rebellen de laatste aanval willen inzetten, is Grote Smurf terug in het dorp. Hij geeft de Smurfen en in het bijzonder de Smurführer een veeg uit de pan en verwijt hen dat ze zich als mensen hebben gedragen. De ex-Smurführer begint diep beschaamd met het opruimen van de rommel die hij heeft veroorzaakt. De andere Smurfen zien hierop ook hun fout in. Ze besluiten met z'n allen de ex-Smurführer te vergeven en een handje te helpen met het opruimen.

### Publicatie
Voor dit verhaal werd Peyo voor het scenario bijgestaan door Yvan Delporte en voor de tekeningen voornamelijk door Derib, die het inkten en het tekenen van de decors op zich nam. De voorpublicatie in Spirou liep in 1964 en 1965 (nummers 1378-1414). Vanwege Peyo's relatief trage manier van werken verscheen er één pagina per week in het blad − de meeste andere reeksen verschenen op twee pagina's per week. Tijdens de voorpublicatie werden de Smurfen in het blad ook gebruikt door bedrijven om promotie mee te maken. Zo werd een reclame voor Kwatta gemaakt waarbij de plaat aansloot op het gepubliceerde verhaal.
In 2011 verscheen een vernieuwde versie van het verhaal bij Standaard Uitgeverij. Deze versie heeft een ander lettertype en een licht gewijzigde kaft, met een nieuwe inkleuring en niet langer de vermelding van het tweede verhaal, Smurfonie in ut.

### Historisch-politieke referenties
Vergeleken met de meeste andere verhalen over de Smurfen bevat dit verhaal opvallend veel historisch-politieke referenties.
- De verkiezing van een Smurf die zich tot een tiran ontpopt, lijkt een verwijzing naar de opkomst van Hitler in nazi-Duitsland in de jaren 1930. In "Smurführer" zit het Duitse woord Führer besloten, de titel die Hitler voerde tijdens zijn bewind.
- De oorspronkelijke Franse titel van het verhaal is Le Schtroumpfissime. Dit is mogelijk een toespeling op het Franse "généralissime" (in het Nederlands bekend als generalissimo), wat op zijn beurt kan verwijzen naar de Spaanse dictator Francisco Franco. In Romaanse talen komt de uitgang "-issimo" voor met betekenis "de grootste".
- Het protest tegen de Smurführer dat door de wachters wordt neergeslagen doet aan de Franse Revolutie denken. Een van de Smurfen zingt een Smurfenversie van Ah! ça ira, een strijdlied van de revolutionairen.
- Een van de rebel-Smurfen gebruikt de verzetskreet: "Weg met je weet wel wie!". Dit lijkt een toespeling op de gecensureerde versie van Oranje boven die in Nederland tijdens de Duitse bezetting werd gezongen.[5][6]
- De muur die de Smurführer om het dorp heen laat bouwen om te voorkomen dat er nog meer Smurfen overlopen naar de rebellen, is mogelijk een toespeling op de Berlijnse Muur, dan wel op het continentalisme.
- Tijdens de belaging van het Smurfdorp roept een van de rebellen "Dulce et decorum est propatria smurfi!". "Dulce et decorum est pro patria mori" ("Het is zoet en passend om te sterven voor het vaderland"), is een citaat uit een Ode (III.2.13) van de Romeinse dichter Horatius waarin het Romeinse leger wordt verheerlijkt. De tekstregel is hergebruikt in het befaamde gedicht "Dulce et Decorum est" (1920) van de Brit Wilfred Owen, waarin hij de gruwelen van gifgasaanvallen tijdens de Eerste Wereldoorlog beschrijft.
- Er wordt ook gerefereerd aan de inname van Den Briel in 1572 (als onderdeel van de Tachtigjarige Oorlog). Op het moment dat het bastion van de Smurführer wordt opgeblazen, zingt de Brilsmurf een Smurfversie van het geuzenlied In naam van Oranje.

### Overige parallellen
Het moment dat de Grote Smurf ineens terug is in het Smurfdorp, waarop de Smurfen beschaamd alle rommel beginnen op te ruimen alsof het een uit de hand gelopen kinderspelletje betreft, doet denken aan het slot van de roman Lord of the Flies van William Golding. De kinderen die op een verlaten eiland tot wilden waren verworden, worden ineens weer beschaamde schoolkinderen bij de aankomst van een volwassene.

## Smurfonie in ut

### Verhaal
Bij het repeteren van de "smurfonie in ut" blijkt er één Smurf vals te spelen. De andere Smurfen proberen hem allerlei instrumenten te laten bespelen, maar telkens met een vals resultaat. Als hij droevig in de bossen op zijn trompet speelt merkt Gargamel hem op. Gargamel verkleedt zich als fee en geeft de Smurf de turlisifon, een toverinstrument met een volgens Gargamel heel zoete klank. Als de Smurf dit instrument bespeelt voor de andere Smurfen vallen ze echter allen in een diepe slaap, waaruit ze niet gewekt kunnen worden. Elke poging om hen te wekken mislukt, en de Smurf besluit Gargamel op te zoeken. In een van Gargamels boeken leest hij dat er echter geen oplossing mogelijk is. Hij keert verdrietig terug naar het dorp en besluit als laatste eerbetoon te spelen op zijn trompet. Door de valse klanken die hij voortbrengt, worden de Smurfen weer wakker.

### Publicatie
Smurfonie in ut was het eerste Smurfen-stripverhaal dat op het normale formaat werd gepubliceerd in Spirou/Robbedoes. Peyo kreeg voor dit verhaal hulp van François Walthéry, die net door Peyo was aangenomen. Hij tekende de instrumenten in het verhaal. Hij kreeg deze opdracht omdat Peyo inzag dat Walthéry niet geschikt was om een Smurf correct op papier neer te zetten. De voorpublicatie van Smurfonie in ut in Spirou liep in 1963 en 1964 (nummers 1339-1351).

## Tekenfilmversies
- De tekenfilmversie van De Smurführer heet Koning Smurf. Dit is het achtste deel in het eerste seizoen van de tekenfilmreeks. Daarin is het Brilsmurf die de titelrol vervulde. De politieke allegorie werd voor deze adaptatie wat afgezwakt: het opportunisme waarmee Brilsmurf steeds wisselend zijn partij kiest, werd bijvoorbeeld onmogelijk door zijn nieuwe rol. Ook de electorale beloftes en het gedrag na de verkiezingen van de leider komen in de tekenfilm niet aan bod.[9]
- De tekenfilmversie van Smurfonie in ut heet Symfonie in C-Smurf. Hier komt ook Smurfin voor. In het stripverhaal is dat niet het geval, omdat ze toen nog niet was geïntroduceerd in de serie.